# Abbotsbury (New South Wales)
Abbotsbury ist ein Ort in New South Wales, Australien. Der Ort in der Metropolregion Sydney gehört zur Local Government Area Fairfield City. 

## Geographie

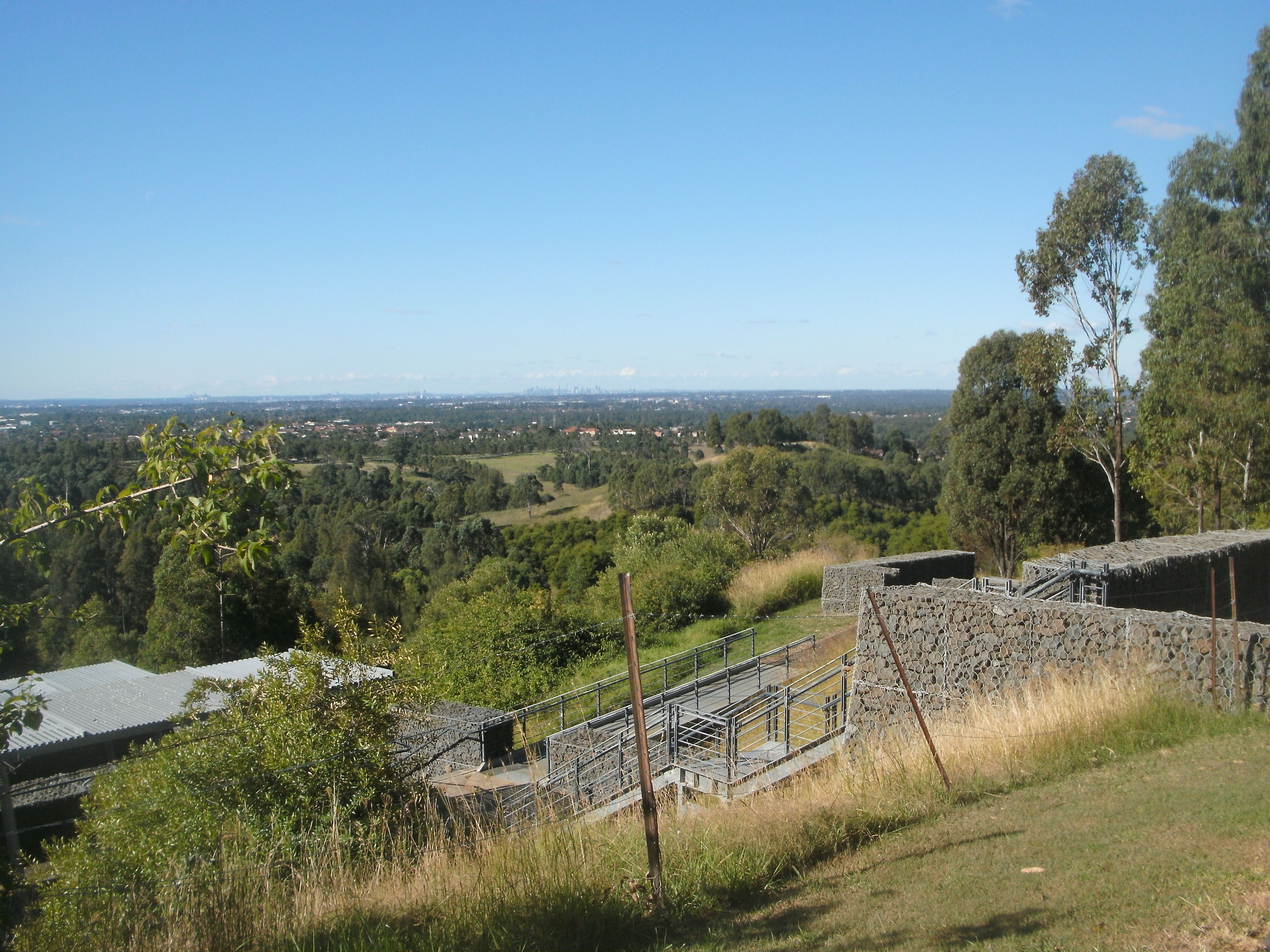
Blick vom Western Sydney Regional Park über Abbotsbury nach Sydney

Der Ort liegt etwas mehr als 30 Kilometer westlich der Innenstadt von Sydney. Mit 843 Einwohnern pro Quadratkilometer ist der Ort relativ dicht besiedelt.

## Demographie
Mit Stand von 2021 hatte Abbotsbury 4200 Einwohner, von denen 3869 die australische Staatsangehörigkeit besaßen. 13 Personen im Ort waren Aborigines.
In Abbotsbury wohnten mit 389 Menschen (9,26 %) überdurchschnittlich viele Personen aus dem Irak (Landesweit: 0,37 %). Weitere Einwohner, die im Ausland geboren worden waren, kamen aus Italien (144), Vietnam (124) und den Philippinen (62).
Das Medianalter lag bei 42 Jahren. Das mittlere Einkommen pro Person betrug 846 Australische Dollar, das mittlere Haushaltseinkommen lag bei 2621 AUD, womit es zu den höheren Haushaltseinkommen im landesweiten Vergleich (1746 AUD) zählt.

## Öffentliche Einrichtungen
In Abbotsbury gibt es 17 Parks sowie zwei öffentliche Sportstätten. Dazu gehört der Western Sydney Regional Park, ein Naturschutzgebiet westlich des Orts.